# Auf Probe gestellt
Pour plus de détails, voir Fiche technique et Distribution.
Auf Probe gestellt (en français Mis à l'épreuve) est un film allemand réalisé par Rudolf Biebrach sorti en 1918.

## Synopsis
Sur les conseils de son beau-frère, Marlene von Steinitz, jeune comtesse et pauvre veuve, doit épouser le comte impérial Adolar von Warowingen à l'intelligence limité mais extrêmement riche, car cela la débarrasserait de tous ses soucis d'un seul coup. Elle demande au comte Steinitz un délai de huit jours et se rend en ville pour prendre une décision et, accessoirement, profiter à nouveau pleinement de sa vie libre.
Lors d'un festival d'artistes là-bas, elle rencontre le peintre Frank Merwin, s'assure qu'il est drogué et fait amener le beau jeune homme dans son château. Lorsqu'il se réveille au crépuscule, on le traite comme une personne célèbre. Marlene, qui porte un masque, se fait passer pour son épouse pour le mettre à l'épreuve et savoir s'il est bon en tant que futur mari. Bien que Merwin passe très mal cette épreuve et qu'il soit renvoyé en direction de sa pauvre petite chambre, la comtesse le choisit. Le comte Adolar est rejeté par Marlene. Marlene et Frank célèbrent leurs fiançailles en ville.

## Fiche technique
- Titre original : Auf Probe gestellt
- Réalisation : Rudolf Biebrach
- Scénario : Robert Wiene
- Musique : Giuseppe Becce
- Direction artistique : Ludwig Kainer
- Costumes : Ludwig Kainer
- Photographie : Karl Freund
- Producteur : Oskar Messter
- Société de production : Messters Projektion
- Société de distribution : UFA
- Pays d'origine :  Allemagne
- Langue : allemand
- Format : Noir et blanc - 1,33:1 - 35 mm
- Genre : Comédie romantique
- Durée : 1 584 m
- Dates de sortie :
  - Allemagne : 15 mars 1918.
  - Danemark : 13 août 1918.
  - Suède : 21 octobre 1918.

## Distribution
- Henny Porten : la comtesse Marlene von Steinitz
- Heinrich Schroth : le comte von Steinitz, son beau-frère
- Reinhold Schünzel : le comte du Saint-Empire Adolar von Warowingen
- Hermann Thimig : Frank Merwin, peintre
- Rudolf Biebrach : le maréchal de la cour
- Kurt Vespermann
- Kurt Ehrle

## Production
Auf Probe gestellt est réalisé en février 1918. Il passe la censure cinématographique le mois suivant, une interdiction pour les jeunes est prononcée.

## Source de traduction
- (de) Cet article est partiellement ou en totalité issu de l’article de Wikipédia en allemand intitulé « Auf Probe gestellt » (voir la liste des auteurs).

1. ↑  (de) « Auf Probe gestellt », sur Filmportal (consulté le 10 mai 2022)